# Маяк Оулс-Хед
Маяк Оулс-Хед (англ. Owls Head Light) — маяк, расположенный на мысе Оулс-Хед в границах одноименного города, округ Нокс, штат Мэн, США. Построен в 1825 году. Автоматизирован в 1989 году.

## История
Город Рокленд довольно быстро стал крупным торговым центром промышленности и торговли, потому было необходимо обеспечить безопасную навигацию до его гавани. Мыс Оулс-Хед расположен как раз на пути в гавань города Рокленд, и уже в 1825 году там был построен маяк, стоимость строительства составила 2 707,29$. Первоначальный маяк представлял собой каменную цилиндрическую башню высотой 4,5 метра. Дом смотрителя был построен примерно в 40 метрах от маяка. Башня была очень невысокой, в ней начали появляться трещины после зимы, свет маяка был слабым, и было принято решение перестроить маяк. Новый маяк, построенный в 1852 году, представлял собой цилиндрическую кирпичную башню на гранитном основании. Новый деревянный дом смотрителя был построен на месте старого в 1854 году. Линзы Френеля были установлены в 1856 году. В 1895 дополнительно были построены помещение для генератора и небольшой склад. Сейчас маяк находится на территории национального парка Оулс-Хед и открыт для посещения. В доме смотрителя находится штаб-квартира Американской Ассоциации Маяков.
Маяк был автоматизирован Береговой охраной США в 1989 году. Оригинальные линзы Френеля используются в маяке до сих пор.
В 1978 году он был включен в Национальный реестр исторических мест.

## Фотографии
- Открытка, выпущенная между 1930 и 1945 годом
- Картинка 1870 года